# Methyl-pivalát
Methylpivalát je organická sloučenina, methylester kyseliny pivalové. Je značně odolný vůči hydrolýze na výchozí kyselinu; tu přesto lze provést pomocí roztoku trimethylsilyljodidu v horkém acetonitrilu.